# Gračaničko jezero
Gračaničko jezero, poznato još i kao Badovačko jezero, je akumulacijsko jezero na rijeci Gračanki, 2 km uzvodno od Gračanice, izgrađena 1963.-1966. kako bi opskrbila grad Prištinu vodom. Brana visine 52 m, širine 246 m, izgrađena je u klisuri Badovac ispod planine Goljak, u blizini rudnika "Kišnica".
Kada je puno, jezero je dugo 3.5 km i široko do 500 m, najveća dubina mu je 30 m, a ukupni volumen od 26 milijuna m3 vode. Jezero ima porječje površine 109 km2. U veljači 2014. vodostaji su bili ugroženi zbog vrlo sušne zime.

## Vanjske poveznice
|  | Zajednički poslužitelj ima još gradiva o temi Gračaničko jezero |